# (9141) Kapur
(9141) Kapur ist ein Asteroid des Hauptgürtels, der 16. Oktober 1977 von den  niederländischen Astronomen Cornelis Johannes van Houten, Ingrid van Houten-Groeneveld und Tom Gehrels am Palomar-Observatorium (Sternwarten-Code 675) in Kalifornien entdeckt wurde.
Der Asteroid wurde am 8. August 1998 nach dem indischen Schauspieler und Filmregisseur Shekhar Kapur (* 1945) benannt, der als erster erfolgreicher Regisseur aus der Hindi-Filmindustrie in Mumbai auch im britischen und US-amerikanischen Film preisgekrönte Filme schuf.